# Campodorus flavicinctus
Campodorus flavicinctus là một loài tò vò trong họ Ichneumonidae.